# 萊西斯斯普林 (阿拉巴馬州)
萊西斯泉（英語：Lacey's Spring）是一個位於美國阿拉巴馬州摩根縣的非建制地區。該地的面積和人口皆未知。

## 地理
萊西斯泉的座標為34°32′03″N 86°36′15″W / 34.53417°N 86.60417°W，而該地的平均海拔高度為324米（即1063英尺）。